# Бернштейн, Николай Александрович
Никола́й Алекса́ндрович Бернште́йн (23 сентября (5 ноября) 1896, Москва — 16 января 1966, там же) — советский психофизиолог и физиолог, педагог, создатель нового направления исследований — физиологии активности. Лауреат Сталинской премии второй степени по биологии (за 1947 год, присуждена в 1948). Доктор медицинских наук (1935), член-корреспондент АМН СССР (1946).

## Биография
Родился 5 ноября 1896 года в Москве.
Похоронен в семейной могиле на Новодевичьем кладбище (3 уч. 7 ряд).

### Места работы
- 1921—1923 — Донская психоневрологическая лечебница (Москва)
- август 1922 — январь 1925 — Центральный институт труда (Москва), зав. лабораторией
- 1925—1927 — Московский Государственный институт экспериментальной психологии
- октябрь 1933 — июль 1937, затем октябрь 1943 — июль 1947 — Всесоюзный Институт Экспериментальной Медицины, зав. лабораторией, затем зав. отделом
- апрель 1926 — январь 1940 — Государственный институт музыкальной науки (ГИМН), зав. лабораторией
- апрель 1927 — октябрь 1933 — Государственный институт охраны труда, Москва, зав. лабораторией
- апрель 1932 — январь 1940 — Научно-исследовательское бюро протезирования, Москва, зав. лабораторией
- апрель 1936 — август 1941 и август 1944 — апрель 1949 — Центральный научно-исследовательский институт физкультуры (ЦНИИФК), зав. лабораторией
- октябрь 1941 — август 1942 — Педагогический институт (Улан-Удэ), зав. кафедры биологии
- октябрь 1942 — январь 1943 — эвакогоспиталь (Ташкент), зав. отделением трудотерапии
- сентябрь 1942 — июнь 1943 — Экспериментальная санитарная станция (Ташкент), зав. лабораторией
- август 1943 — август 1946 — Государственный центральный ордена Ленина институт физической культуры имени И. В. Сталина (ГЦОЛИФК), профессор кафедры физиологии
- октябрь 1943—1945 — Институт психологии, Москва, научный сотрудник
- октябрь 1943 — июнь 1944 — Институт протезирования, Москва зав. лабораторией
- январь 1946 — март 1949 — Московский научно-исследовательский институт протезирования, зав. лабораторией
- июнь 1949 — июнь 1950 — Институт гигиены труда и профзаболеваний, зав. лабораторией
- июнь 1950 — январь 1952 — Институт нейрохирургии АМН, ст. научный сотрудник
- январь 1952 — ? — Научно-исследовательский институт неврологии АМН СССР, ст. научный сотрудник

## Научный вклад
Концепция физиологии активности, созданная Бернштейном на основе глубокого теоретического и эмпирического анализа естественных движений человека в норме и патологии (спортивных, трудовых, после ранений и травм органов движения и др.) с использованием разработанных Бернштейном новых методов их регистрации, послужила основой для глубокого понимания целевой детерминации человеческого поведения, механизмов формирования двигательных навыков, уровней построения движений в норме и их коррекции при патологии. В работах Бернштейна получило своё обоснование решение психофизиологической проблемы в материалистическом духе с использованием последних достижений физиологической науки, а также отдельные идеи кибернетики.
Профессиональная научная деятельность началась в 1922 году в Центральном институте труда (ЦИТ), где ему предложили работу в отделе научных изысканий. Там же в биомеханической лаборатории ЦИТа Н. А. Бернштейн занялся разработкой общих основ биомеханики и уже к 1924 году подготовил к изданию обширный труд «Общая биомеханика» (отмечается, что теории Н. А. Бернштейна шли вразрез с идеями А. К. Гастева, также оппонентом его теорий был И. П. Павлов, полемика с которым тянулась несколько лет).
Николай Александрович разработал метод циклографии с использованием кинокамеры, который позволял подробно зафиксировать все фазы движения. В том же году Н. А. Бернштейн возглавил биомеханическую лабораторию ЦИТ и принял участие в работе первой международной конференции по научной организации труда в Праге (First International Management Congress in Prague, PIMCO; 20-24 июля, 1924), где сделал доклад об изысканиях в области физиологии труда.
С именем Н. Бернштейна связан современный этап развития биомеханики, его «физиология движений» составляет теоретическую основу этой науки. Идеи Бернштейна нашли широкое практическое применение при восстановлении движений у раненых во время Великой Отечественной войны и в последующий период, при формировании спортивных навыков, создании различных кибернетических устройств и др.
Представители павловской школы, в свою очередь, выступали с критикой теорий Бернштейна, против оригинальных взглядов его последователей, которые «претендуя на новизну забывают о том, что многие явления, получившие новые названия, на самом деле были давно описаны К. Бернаром, И. Павловым и И. Сеченовым».

### Трактат «О ловкости и её развитии»
Николай Александрович Бернштейн начал свои исследования в начале 20-х годов с изучения трудовых движений. В то время он значительно усовершенствовал классический метод регистрации движений — циклограмметрический. В 1926 г. он выпускает первую свою книгу «Общая биомеханика» и это его вклад в изучение биомеханики, а именно основных способов передвижения человека, как ходьба и бег. Самое главное, что для Бернштейна — первого в мировой науке, изучение движений стало способом познания закономерностей работы мозга. На этом пути им были открыты такие фундаментальные явления в управлении, как сенсорные коррекции, более известны теперь в кибернетике как «обратные связи». В книге «О ловкости и её развитии» Н. А. Бернштейн изложил основы к решению проблем физиологии движений.

## Семья
Отец — Александр Николаевич Бернштейн (1870—1922) был врачом-психиатром, учеником психиатра Сергея Сергеевича Корсакова, создателя и главы московской психиатрической школы. Дед со стороны отца — Натан (Николай) Осипович Бернштейн (1836—1891), врач, физиолог и общественный деятель. Прадед Озиас (Осип) Бернштейн — хозяин лавки колониальных товаров в Одессе.
Мать — Александра Карловна Бернштейн, родилась в 1867 году в Твери в семье железнодорожного служащего Карла Ивановича Йогансона, сестра милосердия.

## Звания и награды
- Член-корреспондент Академии медицинских наук СССР — избран в октябре 1946 г (автобиография Н. А. Бернштейна из архива АМН).
- За монографию «О построении движений» удостоен Сталинской премии второй степени по биологии (за 1947 год, присуждена в 1948). Впоследствии работа была подвергнута критике в том числе за отсутствие ссылок на работы И. П. Павлова.[11]
- Отличник физической культуры (1947)[12].

## Избранные труды
- Общая биомеханика (1926)
- Техника изучения движений (Т. С. Попова, З. В. Могилянская, под ред. и с участием Н. А. Бернштейна) Гос. изд. «Стандартизация и рационализация», Ленинград-Москва (1934)
- Исследования по биодинамике локомоций, кн.1, Издательство ВИЭМ (1935)
- Проблема взаимоотношений координации и локализации (1935)
- Исследования по биодинамике ходьбы, бега, прыжка (под ред. Н. А. Бернштейна) Гос. изд. «Физкультуры и спорт», Москва (1940)
- О построении движений Медгиз (1947)
- Очерки по физиологии движений и физиологии активности, Издательство «Медицина», Москва (1966)
- The co-ordination and regulation of movements. Pergamon Press, Oxford (1967)
- Физиология движений и активность, переиздание монографий 1947 и 1966 гг. под ред. О. Г. Газенко, И. М. Фейгенберга, (1990)
- О ловкости и её развитии. — М.: Физкультура и спорт, 1991. — 288 с. ISBN 5-278-00339 (по неопубликованной в 1947 г. монографии; подготовлена И. М. Фейгенбергом)
- Современные искания в физиологии нервного процесса, Смысл, Москва (2003)(подготовлена по неопубликованной в 1936 г. монографии; ред. И. М. Фейгенберг, И. Е. Сироткина) ISBN 5-89357-132-0